# Gellér István
Gellér István (1939. április 15. – 1990. január 14.) olimpiai válogatott labdarúgó, középhátvéd. Bátyja, Gellér Sándor válogatott labdarúgókapus.

## Pályafutása

### A válogatottban
1964-ben egy alkalommal szerepelt az olimpiai válogatottban.

## Statisztika

### Mérkőzése az olimpiai válogatottban
| # | Dátum             | Helyszín | Ellenfél   | Eredmény | Kiírás             | Esemény |
| - | ----------------- | -------- | ---------- | -------- | ------------------ | ------- |
|   | 1964. április 15. | Göteborg | Svédország | 2 – 2    | olimpiai selejtező |         |

Magyarázat: A felsorolt válogatott labdarúgó-mérkőzések eredményei mindig a labdarúgó (csapat) szempontjából értendők. A zöld háttér győztes, a halványpiros háttér vesztes, míg a sárga háttér döntetlennel zárult mérkőzést jelent. A fehér hátterű mérkőzések nem számítanak hivatalos felnőtt válogatott labdarúgó-mérkőzésnek.

Rövidítések: Eb – labdarúgó-Európa-bajnokság, vb – labdarúgó-világbajnokság, h. u. – hosszabbítás után.